# Atakpamé
Atakpamé is een stad in Togo en is de hoofdplaats van de regio Plateaux. Atakpamé telt ongeveer 90.000 inwoners.

## Geschiedenis

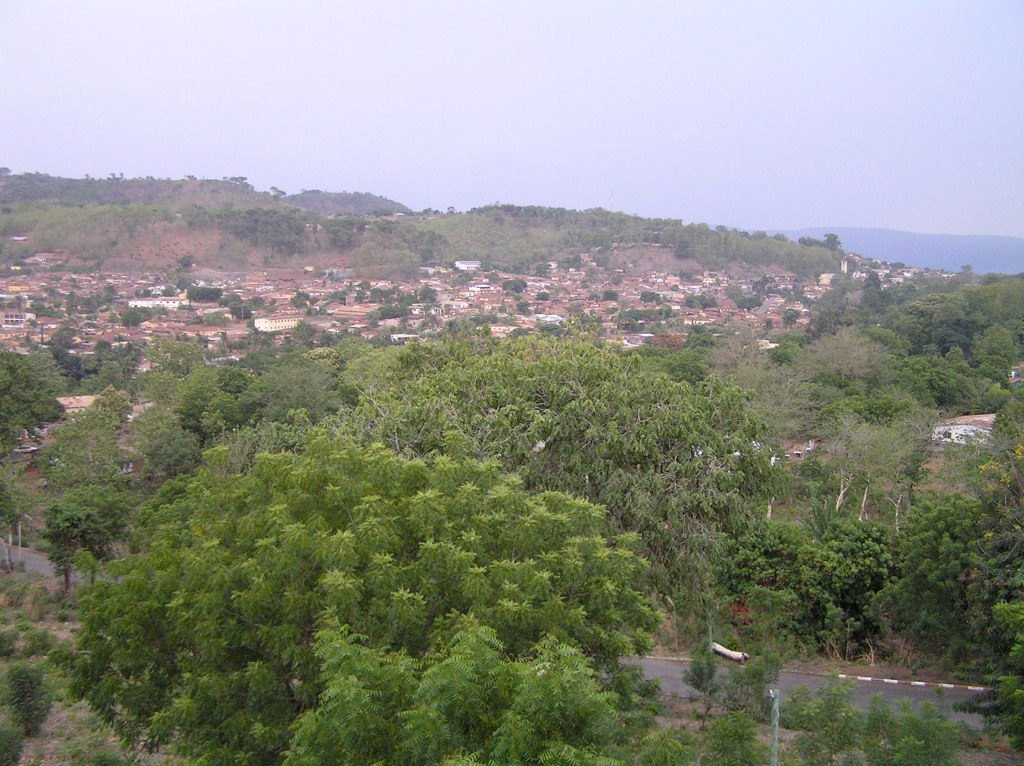
Straatbeeld

Atakpamé werd tot administratief centrum van de Duitse kolonie Togoland ontwikkeld. In 1911 volgde de aanleg van de noordelijke lijn van de spoorweg van Lomé naar Atakpamé. Ook werd een zendstation gebouwd om de communicatie tussen Berlijn en de Afrikaanse kolonies te vergemakkelijken. 
In 1914, bij het uitbreken van de Eerste Wereldoorlog, was het zendstation doel van een Brits-Franse campagne. Die begon op 6 augustus 1914 in het kustgebied. Na gevechten bij Notsé werd het op 24 augustus door terugtrekkende Duitse troepen opgeblazen, op de 26e gevolgd door capitulatie.

## Bevolking
De bevolking is samengesteld uit verschillende etnische groepen. Voor de Ifé is Atakpamé centrum van hun leefgebied. Op het plateau ten zuiden van de stad wonen Ewé en Adja, in de bergen noord van Atakpamé de Kabiyé, die de laatste tientallen jaren daarheen migreerden, en de Akébou, in westelijke richting wonen vooral Akposso. Door de toestroom naar de stad vindt vermenging plaats, ook groepen Fon en Kotokoli hebben zich gevestigd.
De kathedraal Notre-Dame de la Trinité in Atakpamé is zetel van het sinds 1964 bestaande bisdom Atakpamé. In de diocees met 700.000 inwoners is 36% katholiek. De invloed van de islam is in Atakpamé gering, traditionele Afrikaanse religies domineren.

## Economie
Als belangrijk verkeersknooppunt ligt Atakpamé aan de Nationale weg 1 die Togo in noordzuidrichting doorkruist. In westelijke richting takken hoofdwegen naar Boudou en Kpalimé af. Atakpamé ligt aan de noord-zuid verlopende spoorlijn en heeft een klein vliegveld.

Atakpamé is een centrum van textielverwerking en omslagplaats van de in de omgeving geteelde katoen, gecoördineerd door de Société Togolaise de Coton. In het westen van Atakpamé worden vooral cacao en koffie verbouwd, die deels via de stad worden afgevoerd. Ook traditioneel voedsel als yam en gierst (voor o.a. couscous) worden verbouwd.

## Klimaat
Atakpamé heeft een tropisch savanneklimaat, code Aw. De maximumtemperaturen variëren van 35,5°C gemiddeld in februari tot 28,6°C in augustus.
De nachttemperaturen liggen het hele jaar door rond 21°C.
De jaarlijkse neerslaghoeveelheid bedraagt rond 1400 mm. In december en januari valt slechts 20 mm per maand. Van mei t/m september ligt de neerslag boven 150 mm per maand, wat de overdagtemperaturen drukt.
Van november t/m februari schijnt de zon ruim 8 uur per dag, van juli t/m september rond 3 uur.

## Geboren in Atakpamé
- Massamasso Tchangaï (1978–2010), voetballer
- Nicolas Grunitzky (1913–1969), staatsman